# Ермаков (остров)
Ермаков — остров на Дунае. Административно входит в состав Одесской области Украины.
Расположен между двумя протоками Дуная — Соломоновым рукавом и Килийским гирлом. По второму проходит государственная граница между Украиной и Румынией.
Бо́льшую часть острова занимают болота. В основном у побережья имеется редкий кустарник и заросшие травой поля. На северо-востоке расположено несколько крупных строений. В 2010 году, по инициативе арендатора острова у берега, в воде, была установлена статуя гарцующего коня.
Ближайшие острова: Бабина (румынский), Черновка (румынский), Салмановский (украинский).
Поскольку фарватер Дуная проходит севернее острова, Румыния может официально подать заявку о пересмотре принадлежности острова.

## Топографические карты
- Лист карты L-35-XXIV Килия. Масштаб: 1 : 200 000. Состояние местности на 1972-1983 год. Издание 1985 г.